# تاكر بارنهارت
تاكر بارنهارت (بالإنجليزية: Tucker Barnhart)‏ هو لاعب كرة قاعدة أمريكي، ولد في 7 يناير 1991 في إنديانابوليس في الولايات المتحدة.

## وصلات خارجية
- تاكر بارنهارت على موقع دوري كرة القاعدة الرئيسي (الإنجليزية)
- تاكر بارنهارت على موقعبيزبول رفرنس.كوم (الدوري الرئيسي) (الإنجليزية)
- تاكر بارنهارت على موقعبيزبول رفرنس.كوم (الدوري الثانوي) (الإنجليزية)
- تاكر بارنهارت على موقع إي إس بي إن.كوم (أم.أل.بي) (الإنجليزية)
- تاكر بارنهارت على موقع مشجعي الرسوم البيانية (الإنجليزية)